# Lena Ka
Céline Boulakia-Cohen, dite Lena Ka, (et appelée aussi Lena Kann sous son nom d'artiste en 1999) est une auteure-compositrice-interprète française, née le 3 octobre 1975 à Issy-les-Moulineaux (Hauts-de-Seine).

## Biographie
En 1999, Lena Ka reprend Tous les cris les SOS de Daniel Balavoine dans un simple vendu à 200 000 exemplaires pour lequel elle obtient un disque de certification. Son nom est alors encore Lena Kann, en couverture du magazine Platine.
En 2000, elle fait partie du collectif d'artistes féminines Les Voix de l'espoir, créé par Princess Erika, dont le but est de récolter des fonds pour l'association La chaîne de l'espoir fondée par le cardiologue Alain Deloche en 1988. En 2001, ce collectif regroupant Amina Annabi, Sally Nyolo, Nina Morato, Tilda, Jocelyne Béroard, Lââm, Assia, China Moses, K-Reen, Rokia Traore, Lena Ka, Nicoletta, Tilly Key, Carole Fredericks, Julie Zenatti, Nathalie Cardone, Anggun et Nourith enregistre le simple Que serai-je demain ? et se produit sur scène le 8 mars 2001 à l'Olympia. Trois autres concerts suivent de 2002 à 2004 sur cette même scène.
En 2001, elle adapte en français la chanson-thème Where The Dream Takes You, sous le nom Aussi loin que tes rêves, simple extrait du long métrage d'animation Atlantide, l'empire perdu des studios Disney,. La même année, elle intervient en tant que choriste sur le single Prends ma main, issu de l'opus Dimension de K-Reen et est invitée sur le titre Quand on revient de là, extrait de l'album Feuille à feuille de Serge Lama.
Le 15 octobre 2002, elle publie son premier album, prénommé Entre les mots, édité chez Warner, qui comprend les titres Tous les cris les SOS, Aussi loin que tes rêves (bande originale du film Atlantide, l'empire perdu), Rien que des mots (Ti Amo) en duo avec Umberto Tozzi, Sur mon épaule et Je graverai nos deux noms,,. Ses disques sont plusieurs fois classés parmi les meilleures ventes single/album durant les années 1999 à 2002,,,.
En 2003, elle est invitée sur les titres Le Quinze juillet à cinq heures, issu de l'opus Pluri((elles)) de Serge Lama et sur Par Amour, extrait de l'album Siempre 23 de Jonatan Cerrada.
Elle écrit et/ou compose ensuite pour plusieurs chanteurs dont Lââm pour les opus Face à face (2003) et Le Sang chaud (2006), Pauline sur l'album Allô le monde (2007), Johnny Hallyday pour le disque Ça ne finira jamais (2008), Arno Santamaria,  …
En 2007, elle assure les premières parties des concerts de la tournée Quand L'Éternité d'Hélène Segara. 
Le 22 mars 2010, elle publie l'album Cinquième Saison, avec le soutien de la Sacem. A l'occasion du dixième anniversaire des attentats du 11 septembre 2001, la chanson Comme un dix septembre bénéficie d'un clip.
En 2012, elle fonde l'association La Chaîne du cœur avec Len Ka, au profit des enfants du Cap-Vert et publie pour la cause, un simple caritatif prénommé Nos Amor, en duo avec Teofilo Chantre, composé par Cyril Paulus, tout en rendant, au passage, un hommage à Cesária Évora.
En 2014, elle écrit et compose le titre Un cœur de femme sur l'album Quelques heures avec vous de Yoann Fréget, gagnant de l'émissions télévisée The Voice cette année là
.

### Enseignement et vie associative
Elle donne des cours de chant à Levallois-Perret (Hauts-de-Seine) et fonde en février 2012 l'association La Chaîne du cœur avec Lena Ka, au profit des enfants du Cap-Vert.

## Discographie

### Albums studio
- 2002 : Entre les mots
- 2010 : Cinquième saison

### Simples
- 1999 : Tous les cris les SOS
- 2001 : Aussi loin que tes rêves (bande originale du film Atlantide, l'empire perdu)
- 2002 : Sur mon épaule
- 2002 : Rien que des mots (Ti Amo) (Umberto Tozzi en duo avec Lena Ka)
- 2003 : Je graverai nos deux noms

### Collaborations en tant qu'invitée
- 2001 : Quand on revient de là, extrait de l'album Feuille à feuille de Serge Lama
- 2003 : Le Quinze juillet à cinq Heures, extrait de l'album Pluri((elles)) de Serge Lama
- 2003 : Par amour, extrait de l'album Siempre 23 de Jonatan Cerrada

### Collaborations pour d'autres artistes
- 2001 : Chœurs sur Prends ma main, pour l'album Dimension de K-Reen
- 2003 : Écriture et/ou composition sur Personne n'est à l'abri Purple Rain, pour l'album Face à face de Lââm
- 2006 : Chœurs, écriture et composition sur Demi-sœur, pour l'album Le Sang chaud de Lââm
- 2007 : Écriture et/ou composition sur Mon côté fragile, pour l'album Allô le monde de Pauline
- 2008 : Écriture et/ou composition sur État de grâce, pour l'album Ça ne finira jamais de Johnny Hallyday
- 2014 : Écriture et/ou composition sur Un cœur de femme, pour l'album Quelques heures avec vous de Yoann Fréget

### Simples caritatifs
- 2001 : Les Voix de l'espoir - Que serais-je demain ?
- 2013 : Nos Amor (Lena Ka en duo avec Teofilo Chantre)
- 2013 : Les Marguerites contre Alzheimer - Parce que la nuit